# Marguerite de Rohan († 1684)
Marguerite de Rohan (* 1616 oder 1617; † 9. April 1684 in Paris), 1639 Duchesse de Rohan, Princesse de Soubise, Herrin des Herzogtums Frontenay (durch das Erbe ihres Onkels Benjamin de Rohan, Seigneur de Frontenay et de Soubise, der 1642 kinderlos im Exil in London starb), Princesse de Léon, Comtesse de Porhoët, Marquise de Blain et de La Garnache, Comtesse de Lorges etc., war die Erbin des Herzogtums Rohan und die Ehefrau von Henri Chabot (1616–1655), Seigneur de Saint-Gelais und später (1648) Herzog von Rohan.

## Leben

### Herkunft
Marguerite de Rohan war die Tochter von Henri II. de Rohan, dem ersten Herzog von Rohan, und Marguerite de Béthune-Sully, der Tochter von Maximilien de Béthune, dem Herzog von Sully. Sie stammt über ihren Vater aus dem Haus Rohan, einer der einflussreichsten Adelsfamilien der damaligen Zeit, deren Mitglieder den Rang eines Prince étranger (ausländischen Fürsten) am französischen Hof erlangten.

### Heirat
Als Marguerite ins heiratsfähige Alter kam, hielt Louis de Bourbon, Graf von Soissons und Vetter von Heinrich IV. um ihre Hand an, doch sie hatte abgelehnt (der Comte de Soissons starb im Juli 1641). Weitere erfolglose Bewerber waren der Herzog von Nemours (der im September 1641 starb) sowie der Herzog von Sachsen-Weimar.
Als sie Henri Chabot heiraten wollte, den zweiten Sohn von Charles Chabot, Seigneur de Saint-Gelais, und Henriette de Lur, einen Angehörigen des niederen Adels (auch wenn sein Onkel Guy II. Chabot 1614 zum Comte de Jarnac ernannt worden war) und ohne Vermögen, und dazu die Unterstützung ihrer Tante Anne de Rohan erhielt, wandte sie sich an die Regentin Anna von Österreich, die schließlich erreichte, dass Ludwig XIV. 1645 ein Dekret erließ, in dem er Marguerite das Recht zugestand, ihren Status und ihren Rang als Fürstin zu behalten, auch wenn sie Henri Chabot heiratete, allerdings unter der Bedingung, dass die Kinder katholisch erzogen würden.
Die Ehe wurde mit Ehevertrag vom 6. Juni 1645 (mit Dispens wegen Blutsverwandtschaft im 4. Grad), ratifiziert (am 10. Juni 1645 in Sully und (religiös) am 27. Januar 1646 in Paris) und am 13. Juni 1645 dann auch persönlich geschlossen.
Nicht überraschen kann, dass die Verbindung von den Mitgliedern des Hauses Rohan als Mesalliance betrachtet wurde. Dennoch wurde im Dezember 1648 (registriert am 15. Juli 1652) für Henri Chabot der Titel Duc de Rohan neu geschaffen, zudem wurde er zum Pair de France erhoben. Der Katholik Chabot wurde dabei Prince de Léon, Comte de Porhoët et de Lorges, Marquis de Blain et de La Garnache, Baron de Mouchamps, Seigneur d‘Héric et de Fresnay, Premier Baron de la Noblesse und Président-né des États de Bretagne, wodurch Poitou, Vendée und Bretagne, die bis dahin dem Protestantismus nahestanden, zum Katholizismus zurückkehrten. Sie begründete damit den Familie Rohan-Chabot, die männlicherseits aus der Familie Chabot hervorging.
Durch ihre Heirat brachte Marguerite ihre Besitztümer und Titel als Mitgift in die Ehe ein, und das Paar erreichte, dass die Kinder aus ihrer Verbindung den Namen und das Wappen des Hauses Rohan tragen und sich de Rohan-Chabot nennen durften.
Henri Chabot starb am 27. Februar 1655, Marguerite de Rohan 29 Jahre später, am 9. April 1684 im Alter von 67 Jahren in Paris.

## Nachkommen
Henri Chabot und Marguerite de Rohan bekamen sechs Kinder:
- Sohn († 6. November 1646, einige Tage alt), genannt Chevalier de Chabot
- Marguerite Gabrielle Charlotte († 17. Juni 1720); ⚭ 7. Dezember 1662 in Paris Malo II. de Coëtquen, Marquis de Coëtquen et de La Marselière, Comte de Combourg, Gouverneur von Saint-Malo († 24. April 1679), Sohn von Malo I. de Coëtquen und Françoise de La Marselière
- Anne Julie (* 1648; † 4. Februar 1709), Princesse de Soubise, Dame de Frontenay, Dame du Palais de la Reine, (wohl 1639 bis 1645) Mätresse des Königs Ludwig XIV.; ⚭ 16. April 1663[3] in Paris François de Rohan, Prince de Soubise, Comte de Rochefort, Seigneur de Pougues, Lieutenant-général und Gouverneur von Champagne und Brie, dann des Berry († 24. August 1712) (Rohan-Guéméné)
- Gillone († klein)
- Jeanne Pélagie (* wohl 1659; † 18. August 1698), genannt Mademoiselle de Léon, Dame de Montlieu et de Sainte-Aulaye; ⚭ 11. April (Ehevertrag?) und 29. Mai 1668 in Paris Alexandre Guillaume de Melun, 6. Prince d’Épinoy, Connétable von Flandern († 16. Februar 1679 in Antoing), Sohn von Guillaume III. de Melun und Ernestine Claire Eugénie de Ligne d’Arenberg, Witwer von Louise Anne de Béthune († 1666) (Haus Melun)
- Louis (* 3. November 1652; † 17. August 1727), 2. Duc de Rohan, Pair de France, 5. Prince de Léon, Comte de Porhoët et de Moret, Marquis de Blain, Baron de La Garnache et de Beauvoir-sur-Mer, Seigneur de Sainte-Aulaye, de Montlieu, d’Hiéric et de Fresnay, Président de la Noblesse de Bretagne; ⚭ 18. Juli 1678 auf Schloss Saint-Cloud Marie Elisabeth du Bec-Crespin de Grimaldi (* 4. April 1661; † 27. März 1743), Erbtochter von François du Bec Crespin, Marquis de Vardes, Comte de Moret, und Catherine de Nicolai (Haus Crespin)